# Gustavo Cuéllar
Gustavo Leonardo Cuéllar Gallego, genannt Gustavo Cuéllar, (* 14. Oktober 1992 in Barranquilla) ist ein kolumbianischer Fußballspieler, der im zentralen, defensiven Mittelfeld eingesetzt wird.

## Karriere
Gustavo Cuéllar begann seine Laufbahn in der Jugendabteilung vom Deportivo Cali. Bei diesem schaffte der Spieler 2009 auch den Sprung in den Profikader. 2014 wurde er an den Atlético Junior ausgeliehen, mit welchem er die Copa Colombia 2015 gewann.
Zu Beginn der Saison 2016 wechselte Cuéllar zum CR Flamengo nach Rio de Janeiro. Hier bestritt er sein erstes Spiel am 17. Februar 2016 in der Primeira Liga do Brasil 2016. In der obersten brasilianischen Liga gab Cuéllar am 14. Mai 2016 gegen Sport Recife sein Debüt.
Ende August 2019 verließ Cuéllar Flamengo. Er wechselte zum al-Hilal (Saudi-Arabien). Die Ablösesumme betrug 7,5 Millionen Euro. Bei dem Klub blieb er bis zum Juli 2023, dann wechselte er zum Ligakonkurrenten al-Shabab (Saudi-Arabien). Im Januar 2025 ging der Spieler wieder nach Brasilien, wo er einen Kontrakt beim Grêmio FBPA unterzeichnete. Dieser erhielt eine Laufzeit bis Jahresende 2026.

## Nationalmannschaft
Cuéllar durchlief die verschiedenen Jugendmannschaften der kolumbianischen Auswahl. Für die Nationalmannschaft Kolumbiens läuft er seit 2015 auf.

## Erfolge
Junior
- Pokal von Kolumbien: 2015

Flamengo
- Staatsmeisterschaft von Rio de Janeiro: 2017, 2019
- Taça Guanabara: 2018
- Taça Rio: 2019

al-Hilal
- Saudi Professional League: 2019/20, 2020/21, 2021/22
- King Cup (Saudi-Arabien): 2020
- AFC Champions League: 2019, 2021

Auszeichnungen
- Prêmio Craque do Brasileirão: Wahl der Fans 2018